# Сан-Крізогоно

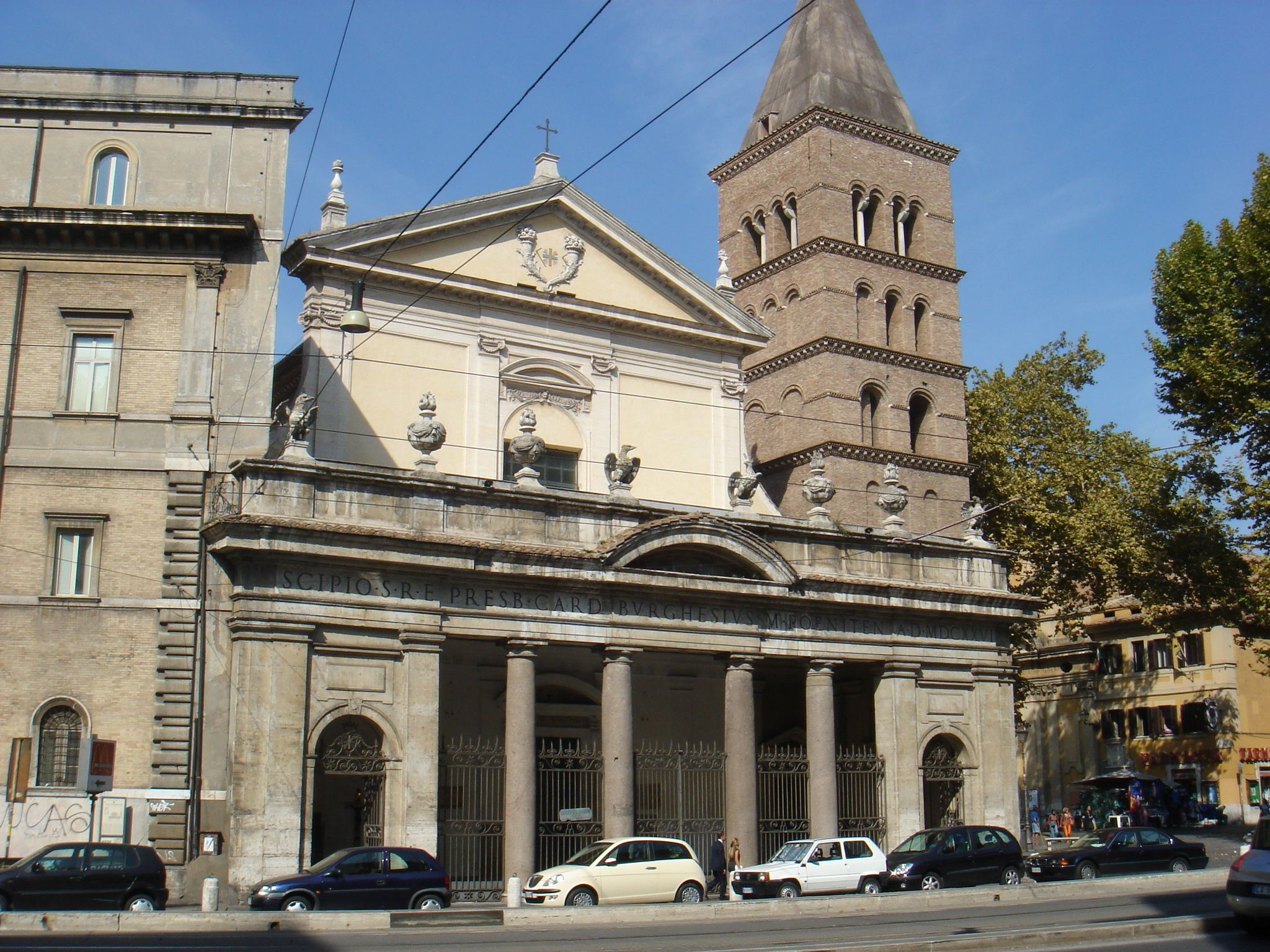
Фасад церкви

Сан-Крізогоно (італ. Basilica di San Crisogono in Trastevere) — титулярна церква на честь римського мученика святого Хрізогона, у районі Трастевере в Римі.

## Місцезнаходження церкви
Сан-Крізогоно зназодиться по лівому березі Тибра у XIII районі Рима — Трастевере бл. 200 метрів південніше мосту Гарібальді. Головний фасад виходитьна П'яцца Сідней Соніно (Piazza Sidney Sonnino). Північна сторона виходить на Пьяцца Сан Джованні де Мата (італ. Piazza San Giovanni de Matha).

## Історія церкви
Перша церква виникла на античних руїнах можливо будинку святого Хрисогона у 499 році за папи Симаха та згадується з Titulus Chrysogonus. На початку VIII ст. Григорій III створює там монастир бенедиктинців. Потім будівля повністю була реконструйована у 1129 році при папі Інокентії II (збереглася кампаніла і мозаїчна підлога в стилі косматеско).
У 1626 році за наказом кардинала Шипіоне Боргезе перебудована у стилі бароко: апсида, прикрашена позолоченими барельєфами, балдахін виконаний Берніні у 1627 або 1641 році.

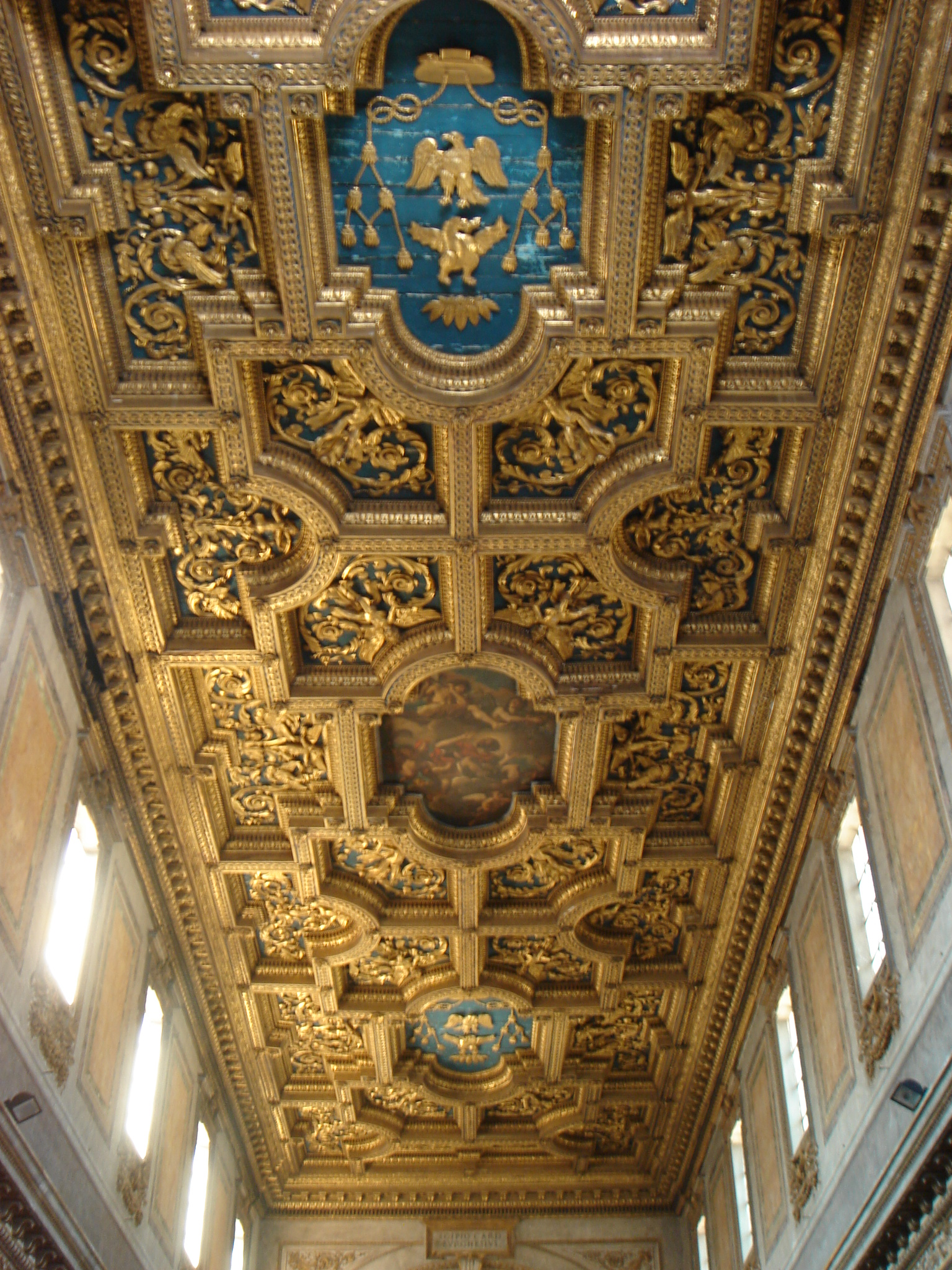
Стеля Сан-Крізогоно

Під церквою зберігся зал базиліки IV століття, руїни римського будинку, за вівтарем фрески «Богоматір з Немовлям» (школа П'єтро Кавалліні) кінця XIII століття (Мадонна з немовлям і двома святими: Хрізогоном і Яковом) і сцени з життя св. Хрізогона.
У церкві знаходяться декілька саркофагів, вивішені картини із зображеннями св. Сильвестра, св. Пантелеймона, Бенедикта.

## Титулярна церква
Церква Святого Хрисогона є титулярною церквою, кардиналом-священиком з титулом церкви Святого Хрисогона з 21 лютого 1998 року, є тайванський кардинал Паоло Шань Госі.